# 인천광역시의 교통

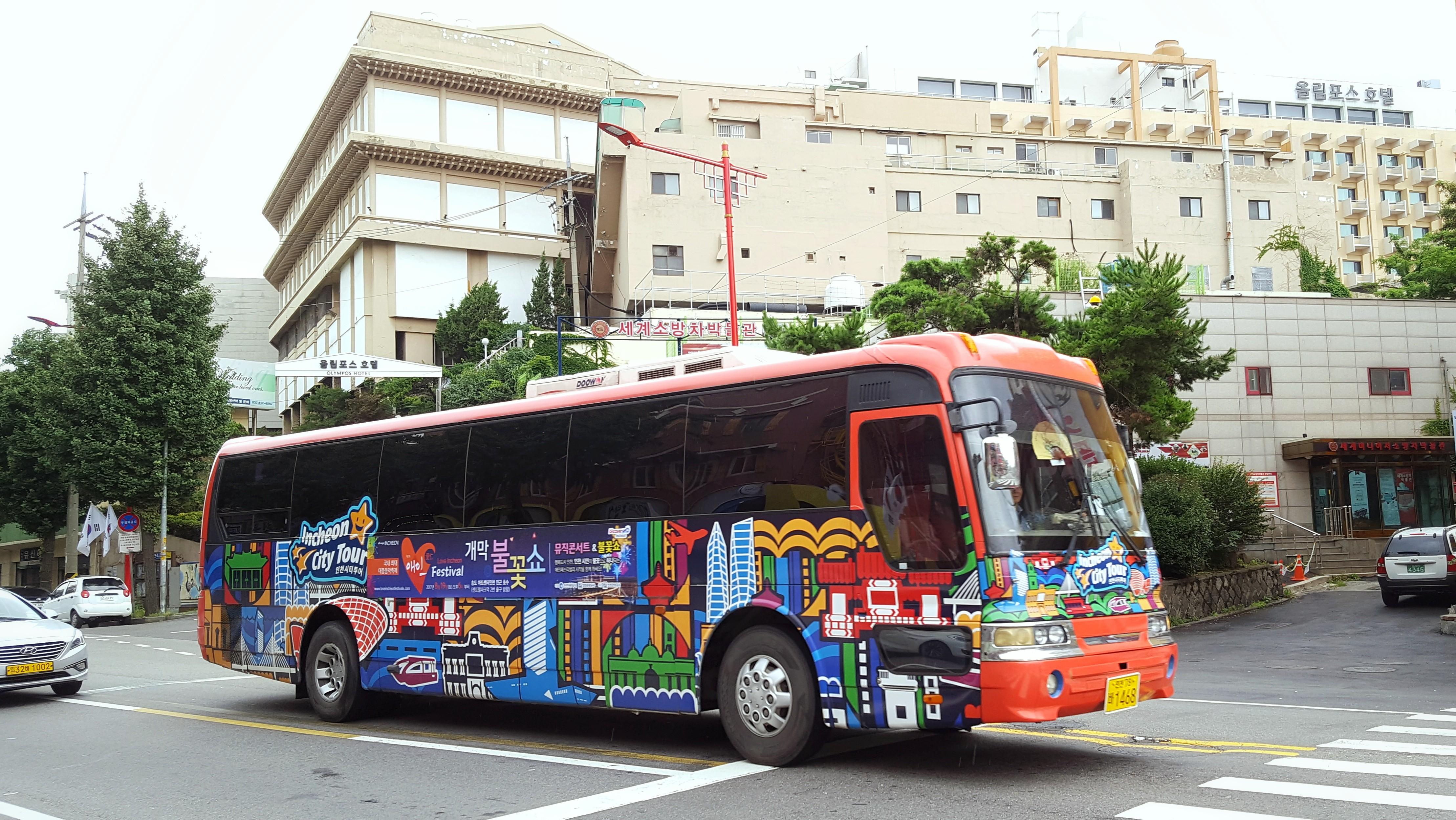
인천에서 운행하고 있는 인천시티투어버스이며, 당시에는 현대 에어로 차종을 굴러다녔다.

인천광역시의 교통(仁川廣域市의 交通)에 관한 설명이다.

## 공항
인천국제공항(仁川國際空港, Incheon International Airport, IATA: ICN, ICAO: RKSI)은 대한민국의 대표적인 국제공항으로 대한민국 대부분의 국제선이 이 곳을 통해 운항한다. 일부 국내선 노선도 인천국제공항을 이용한다. 2001년 3월 29일에 개항하였으며 인천국제공항공사가 운영하고 있다. 인천 도심지와 떨어진 영종도(중구 소재)에 위치하고 있으며 영종대교, 인천대교 및 인천국제공항철도를 통해 외부와 연결되어 있다.

## 항구
중구에 인천항이 위치해 있다. 인천항에서 여객터미널에서 근거리 및 중거리 도서노선과 제주도 정기 여객노선 및 중화인민공화국의 각 항구도시를 연결하는 국제선 노선이 운행 중에 있으나, 경쟁력은 평택항과 대산항에 밀리고 있는 추세이다.

## 교량
인천광역시 내에 있는 대규모의 교량으로는 다음과 같이 6개가 있다.
- 영종대교 : 2000년 11월 21일 개통[2]
- 인천대교 : 2009년 10월 16일 개통[3]
- 강화대교 : 1970년 1월 26일 개통[4]
- 강화초지대교 : 2002년 8월 29일 개통[5]
- 영흥대교 : 2001년 11월 15일 개통[6]
- 교동대교 : 2014년 6월 20일 개통[7]

한편 시에서는 영종지구와 청라지구를 연결하는 제3연륙교의 건설이 2017년 11월 24일에 확정되었으며, 2020년 착공, 2025년 개통할 예정이다.

## 지하철 및 철도
인천교통공사가 운영하는 서울 지하철 7호선, 인천 도시철도 1호선, 인천 도시철도 2호선, 인천공항 자기부상철도과 한국철도공사가 운행하는 경인선, 수인선이 운행되고 있다. 두 노선이 인천을 십(十)자 형태로 연결하고 있으며 경인선을 통해 서울 지하철과도 연결된다. 경인선은 대한민국에서 현존하는 철도 중 최초로 만들어진 철도이며, 최초로 통근형 전동열차가 운행된 노선이기도 하다. 2009년 6월 1일 인천 도시철도 1호선의 송도 연장 구간이 개통되었으며, 현재 인천 도시철도 2호선과 서울 지하철 7호선, 수인선 연장 구간이 건설되어 수인선은 2012년 6월 30일에 서울 지하철 7호선 연장 구간은 2012년 10월 27일에 각각 개통되었다. 인천교통공사에서 운행하는 인천 도시철도 2호선의 경우 각각 검암역, 석남역, 주안역, 인천시청역에서, 인천교통공사가 운행하는 서울 지하철 7호선은 석남역과 부평구청역에서, 그리고 한국철도공사가 운행하는 수인선은 원인재역과 인천역에서 기존의 노선과 환승이 가능해진다. 한편 계양역에서 인천 도시철도 1호선과 환승이 가능한 인천국제공항철도도 있다.

### 노선
- ● 인천 도시철도 1호선
- ● 인천 도시철도 2호선
- ● 수도권 전철 1호선
- ● 서울 지하철 7호선
- ● 수도권 전철 수인·분당선
- ● 인천국제공항철도
- ● 인천공항 자기부상철도

### 운영기관
- 한국철도공사
- 인천교통공사
- 공항철도(주)

## 버스
- 시내버스 : 인천광역시에서 운행되고 있는 시내버스 노선은 간.지선, 좌석, 광역 등을 합하여 현재 모두 164개다. (강화도 군내버스, 옹진군 공영버스 제외) 강화군내버스는 인천광역시청이 아닌 강화군청 경제교통과에서 담당한다. 인천 내에서만 적용되던 고유의 환승제도를 대신하는 수도권 통합요금제가 2009년 10월 10일에 시행되었다.[14]
- 버스터미널 : 시외버스터미널의 경우 이전에는 용현동에 위치하여 있었으나[15] 관교동으로 이전하였다. 현재 인천시내에 1곳 존재한다. 계양구 지역에도 시외버스터미널 건립이 계획되어 있었으나 인근 주민, 업체와의 마찰로 공사 자체가 장기간 불투명한 상태이다.[16]

## 같이 보기
- 인천광역시의 시내버스
- 인천종합버스터미널
- 인천지하철
- 인천국제공항
- 인천항